# Benjamin Tahirović
Benjamin Tahirović (ur. 3 marca 2003 w Spånga) – bośniacki piłkarz występujący na pozycji pomocnika. Zawodnik klubu AFC Ajax.

## Kariera klubowa
Tahirović urodził się w Szwecji, a treningi rozpoczął w tamtejszym zespole FC Djursholm. W 2020 roku został zawodnikiem trzecioligowego klubu Vasalunds IF i spędził tam sezon 2020. W lutym 2021 przeszedł do juniorskiej ekipy włoskiej Romy, a w sezonie 2022/2023 został włączony do jej pierwszej drużyny. W Serie A zadebiutował 13 listopada 2022 w zremisowanym 1:1 meczu z Torino FC i otrzymał wówczas żółtą kartkę. W barwach Romy wystąpił w 11 spotkaniach Serie A.
W 2023 roku przeszedł do holenderskiego Ajaksu. Swój pierwszy mecz w Eredivisie rozegrał 12 sierpnia 2023 przeciwko Heraclesowi Almelo (4:1) i zanotował wtedy asystę.

## Kariera reprezentacyjna
W reprezentacji Bośni i Hercegowiny zadebiutował 23 marca 2023 w wygranym 3:0 meczu el. do ME 2024 z Islandią.